# 時永ヨウ
時永 ヨウ（ときなが よう、2月27日 - ）は、日本の男性声優。東京都出身。フリー。旧芸名は時永 洋（ときなが よう）。

## 来歴
以前はベルプロダクション、EARLY WINGに所属していた。

## 人物
趣味・特技は古着屋巡り、歩くこと、筋トレ、水泳、ヒップホップ。資格は普通自動車免許、少林寺拳法弐段。

## 出演
太字はメインキャラクター。

### テレビアニメ
- NARUTO -ナルト- 疾風伝（2013年 - 2016年、うちはイズナ、シシオ、ホウイ、チムジン、イワト、カリュウ、水無月ユウキ、エダシ 他）
- 恋と嘘（2017年、伊藤）
- BORUTO-ボルト- -NARUTO NEXT GENERATIONS-（2017年 - 、鬼柚子一朗太、かつぎゲン、国防レンガ、サオウ、盗人ライドー 他）
- ファンタシースターオンライン2 エピソード・オラクル（2020年、SP）
- リーマンズクラブ（2022年、医者）
- NieR:Automata Ver1.1a（2023年、村人ロボ）
- ポーション頼みで生き延びます!（2023年、王宮係官）
- 烏は主を選ばない（2024年、門番）

### ゲーム
- ラストピリオド -終わりなき螺旋の物語-（2016年、イーロン）
- 戦国布武我が天下（2018年、前田利家）
- ブイブイブイテューヌ（2020年、HOLY）
- eBASEBALLパワフルプロ野球2022（2022年、香本富久男[4]）
- ヘブンバーンズレッド（2022年、男性1、青年）
- サクライグノラムス（2023年、桃之井百双[5]）

### 吹き替え

#### 映画
- アザーフッド 私の人生（ポール・ハルストン＝マイヤーズ〈ジェイク・レイシー〉）
- あと1センチの恋（グレッグ〈クリスチャン・クック〉）
- アリスのままで（トム）
- アンロック/陰謀のコード（アムジャド〈トシン・コール〉）
- IT/イット “それ”が見えたら、終わり。
- インフィニット（セス）
- THE INFORMER/三秒間の死角（スタゼック）
- EMMA エマ（マーティン〈エドワード・ウッドオール〉）
- 華麗なるギャツビー（車掌）
- 奇跡の教室 受け継ぐ者たちへ（マックス）
- クリスマス・プリンス: ロイヤルベイビー（タイ〈ケヴィン・シェン〉）
- グレースフィールド・インシデント（ジョー）
- 黒い司法 0%からの奇跡（ジェレミー）
- ジェイソン・ボーン（ハブリーダー 他）
- ジェラルドのゲーム（書記官 他）
- シカゴ7裁判（クイン巡査）
- 6アンダーグラウンド（マイク）
- ジャングル・クルーズ
- ジュラシック・ワールド/新たなる支配者（タイラー〈ベン・アシェンデン〉[6]）
- シンプル・フェイバー（デニス・ナイロン）
- スキャンダル（ニール）
- スパイダーマン:ノー・ウェイ・ホーム[7]
- ダイアナ
- テッド・バンディ（シンプソン）
- デンジャー・クロース 極限着弾（ジャック・カービー准尉）
- 10ミニッツ（バクスター）
- ドリーム（IBMの技術者 他）
- バーバーショップ3 リニューアル!（アンソニー）
- 運び屋（ブラウン）
- パラサイト 半地下の家族 ※日本テレビ版
- ハロウィン（キャメロン）
- ビリー・リンの永遠の一日（フー）
- フェアリー・ゴッドマザー（レイ）
- ブレイン・ゲーム（デヴィッド・レイモンド〈ケニー・ジョンソン〉）
- ホース・ソルジャー（ベネット）
- ホームアローン3 ※日本テレビ版
- 星の王子 ニューヨークへ行く2（カルバン）
- マリブ・レスキューチーム: ネクストウェーブ（ワイノ）
- メッセージ（通信担当 他）
- メン・イン・ブラック:インターナショナル
- モービウス[8]
- ローマでアモーレ（アントニオ）
- Work It 〜輝けわたし!〜

#### ドラマ
- iゾンビ シーズン5（グラハム）
- アウトランダー4（ブライアン）
- アガサ・クリスティー「検察側の証人」後編（廷吏 他）
- アレックス・ライダー（ボズウェル）
- アンダーカバー・セレブ 潜入大作戦!（スティーブ・ライト）
- 今、私たちの学校は…（オレンジャー）
- ウェット・ホット・アメリカン・サマー（クープ）
- エル・チャポ3（バルドビノス）
- エレメンタリー ホームズ&ワトソン in NY5（ガードナー）
- 女刑事マーチェラ（ボビー・バレット〈マーティン・マッキャン〉）
- カウンターパート/暗躍する分身（アルドゥス・フレイ）
- カササギ殺人事件
- キャシーのbig C いま私にできること（ドクター・トッド）
- グッド・ファイト3（ゲイリー・カー）
- グランド・アーミー（ヴィクター）
- グレイズ・アナトミー 恋の解剖学（マシュー）
- 刑事ヴァランダー4 ザ・ファイナル（ポンタス）
- 刑事ヴィスティング〜殺人鬼の足跡〜（ベンジャミン〈ラーシュ・バルゲ〉[9]）
- 孔子（小虎）
- ザ・ルーキー 40歳の新米ポリス!?（ウェーズリー）
- サルベーション -地球の終焉-（メイソン）
- ジェントルマン・ジャック 紳士と呼ばれたレディ（トマス・サウデン）
- スーパーナチュラル
- スタートレック:ディスカバリー（ゲン・リース大尉）
- セカンド・チャンス 造られた男（ギャレット）
- それいけ! ゴールドバーグ家（ジェフ・シュワルツ）
- タイムレス（モリソン）
- ツタンカーメン 呪われた王家の血（ミタンニ国王子）
- THIS IS US/ディス・イズ・アス シーズン3（ジェウォン）
- 24 -TWENTY FOUR- リブ・アナザー・デイ（デレク・イエーツ、イアン・アルハラジ）
- トレッドストーン（ドン・マシスン〈オリヴァー・ウォーカー〉）
- ナイト・トレイン/破滅へのカウントダウン（サジュ〈パート・タケラル〉[10]）
- ナチ・ハンターズ（ジョナ・ハイデルバウム〈ローガン・ラーマン〉）
- バークスキンズ（シャルル・デュケ）
- ビッグ・リトル・ライズ（オーレン）
- フィアー・ザ・ウォーキング・デッド（アダムス、カストロ）
- ブラックライトニング シーズン3（ギャンビ、ホログラム）
- 不滅の恋人（トンホ）
- ブルックリン・ナイン-ナイン（マーカス）
- BOSCH/ボッシュ（エッジウッド、アンダーソン）
- ホットガールズ・ウォンテッド: オンライン・ラブ
- モーツァルト・イン・ザ・ジャングル（パベル、エリック 他）
- リズム+フロー（ジェイコブ）
- レイヴン 〜少女とポニーの物語〜
- レガシーズ（コナー）
- レジデント 型破りな天才研修医（アーヴィング）
- レモニー・スニケットの世にも不幸なできごと（ヒューゴ）
- ロスト・イン・スペース（エヴァン）
- What/If 選択の連鎖（ダグ）
- 御史とジョイ（パク・ドス〈チェ・テファン〉）

#### テレビ番組
- クィア・アイ（ボビー・バーク）

#### アニメ
- 神々の山嶺（井上[11]）
- ダックテイルズ（ダークウィング・ダック）
- ドックのおもちゃびょういん（チャック）
- パワーパフガールズ:ダンスパンツにご用心!
- ビッグマウス シーズン3（ボビー・バーク）
- マーベル スパイダーマン（ジョン・ジェイムソン）

### デジタルコミック
- 鬼獄の夜（2021年、目だらけ）
- 明日からは清楚さん（2021年、双葉の父）
- かわいすぎる男子がお家で待っています（2021年、戦車さん）
- 抱かないあなたと抱かれたいわたし（2021年、東堂巧海）
- 君の声が好きすぎる（2021年、電車内のアナウンス）